# كهف إينر سبيس
كهف إينر سبيس (بالإنجليزية: Inner Space Cavern)‏؛ هو كهف يقع في مقاطعة ويليامسون في الولايات المتحدة.

## السياحة
يعد «كهف إينر سبيس» أحد مواقع الجذب السياحي في مقاطعة ويليامسون في ولاية تكساس الأمريكية.